# 星毛金锦香
星毛金锦香（学名：Osbeckia sikkimensis）为野牡丹科金锦香属的植物。分布于喜马拉雅山以及中国大陆的四川、云南等地，生长于海拔1,700米至2,000米的地区，一般生于沟边灌木丛中以及山坡林缘，目前尚未由人工引种栽培。